# Joseph C. Talbot
Pour les articles homonymes, voir Joseph Talbot et Talbot (homonymie).
Joseph Cruikshank Talbot né le 5 septembre 1816 et mort le 15 janvier 1883 est un évêque missionnaire et le troisième évêque du diocèse épiscopalien de l'Indiana.